# John Goodman
Jonathan Stephen "John" Goodman (Affton, 20. lipnja 1952.), američki je filmski, televizijski i kazališni glumac. Poznat je po komičnim i dramskim ulogama, osvajač nagrade Zlatni globus i često glumi u filmovima braće Coen.

## Životopis
Goodman se rodio u Afftonu, Missouri. Otac mu je bio poštar, a majka konobarica i prodavačica. Ima starijeg brata Leslija i sestru Elizabeth. Nakon što mu je otac umro kada je imao 3 godine, majka je radila perući i glačajući rublje kako bi platila račune. Nakon što je igrajući ragbi zaradio sportsku stipendiju za Državno sveučilište Missouria gdje je zavolio kazalište, nakon što je postao prvostupnik otišao je u New York. Radio je kao konobar, barmen i izbacivač pokušavajući se probiti kao glumac.
Uspjeh u reklamama i nastupi u malim kazalištima dovode ga do off-Broadwaya. Glumio je u nekoliko filmova tijekom ranih osamdesetih, od kojih se izdvaja "Osveta šmokljana".
Veliki uspjeh donosi mu TV humoristična serija Roseanne, u kojoj je glumio devet godina i dobio Zlatni globus 1993. godine, kao i još neke druge nagrade. Upoznaje braću Coen i snima prvi od 5 zajedničkih filmova, "Arizona Junior". Emisiju Saturday Night Live vodio je 13 puta, uz još 7 cameo nastupa.
Nastupao je također u animiranim filmovima (npr. Čudovišta iz ormara, Auti, Knjiga o džungli 2, ParaNorman i dr.) Prema vlastitom priznanju, najdraži film koji je snimio mu je "Veliki Lebowski". Zbog krupne građe i baritona s južnjačkim naglaskom često igra vođe ili autoritarne figure, kao i prijatelje glavnoga lika. Više od 30 godina bio je teški alkoholičar, od 2007. godine je trijezan. Posjećuje sastanke Anonimnih alkoholičara. Oženjen je suprugom Annom Beth i ima kćer Molly.

## Nepotpun popis filmova
- Arizona Junior (1997.)
- Veliki Lebowski (1998.)
- The Emperor's New Groove (Pacha (glas), 2000.)
- Čudovišta iz ormara (animirani, 2001.)
- Monsters, Inc. (Sulley (glas), 2001.)
- Father of the Pride (Larry (glas), 2004.)
- Kronk's New Groove (Pacha (glas), 2005.)
- The Emperor's New School (Pacha (glas), 2006.)
- Auti (animirani, 2006.)
- Argo (2012.)
- Monsters University (Sulley (glas), 2013.)
- Monsters at Work (Sulley (glas), 2021.)